# Icelus spatula
Icelus spatula är en fiskart som beskrevs av Gilbert och Burke 1912. Icelus spatula ingår i släktet Icelus och familjen simpor. Inga underarter finns listade i Catalogue of Life.